# Même le mal se fait bien
Même le mal se fait bien est le quatrième roman de Michel Folco. L'action se passe peu après les guerres napoléoniennes, pendant lesquelles Charlemagne, personnage central du livre précédent En avant comme avant !, meurt peu après son mariage. L’histoire se concentre alors sur son petit-fils qui, pour tenir la promesse faite à son père mourant, quitte son village natal en Italie et part à la découverte de l'histoire de son père et de ses ascendants.
Michel Folco profite de ce voyage initiatique en plein XIXe siècle pour faire plusieurs portraits :
- La domination des Autrichiens sur l’Europe et plus particulièrement sur l’Italie ;
- Vienne, ville moderne de l’Europe d’alors ;
- Le fonctionnement de la science et ses errements ;
- Le fonctionnement administratif d’une maison close ;
- L’organisation et les conditions de voyage à l’époque (trains, hôtels, bateaux, etc.).